# Brillenschlange

Verbreitungsgebiet der Brillenschlange

Die Brillenschlange (Naja naja), auch Südasiatische Kobra, Indische Kobra oder kurz Kobra, ist eine Giftnatter (Elapidae) und die häufigste Art aus der Gattung der Echten Kobras (Naja). Sie ist sowohl tags- als auch dämmerungsaktiv und jagt vorwiegend nachts. Brillenschlangen ernähren sich von Kleinsäugern und anderen Wirbeltieren, Amphibien, Reptilien und Vögeln sowie Vogeleiern. Sie sind gefährliche Giftschlangen, deren Biss für Menschen tödlich sein kann.

## Merkmale und Aussehen

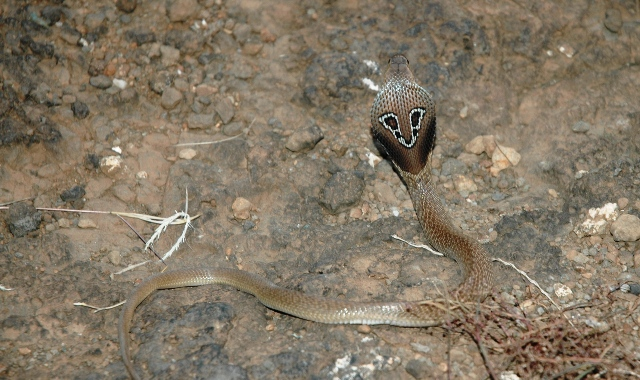
Bei dieser jungen Brillenschlange ist die Zeichnung gut erkennbar.

Die Brillenschlange kann recht unterschiedlich gezeichnet sein, die meisten Exemplare sind im Grundton gelbbraun bis schwarz und weisen das typische Brillenornament auf der Rückseite des Halsschildes auf. Diese Zeichnung fehlt jedoch bei Tieren in Mittelasien in der Regel und tritt in Hinterindien nur als Monokelzeichnung auf. Andere Exemplare, besonders die aus Nepal, sind jedoch pechschwarz und weisen eine undeutliche Zeichnung auf.
Brillenschlangen erreichen eine Körperlänge von bis zu 1,70 Metern und verfügen über kleine, unbewegliche Fangzähne. Die Tiere sind taub, auditive Wahrnehmung ist nicht bekannt.

## Verbreitung und Vorkommen
Sie kommen in Mittel- und Südasien sowie im Süden Chinas vor, wobei ihr Verbreitungsgebiet Sri Lanka, die Sundainseln und die Philippinen einschließt. Dort besiedeln sie Mittelgebirgswälder ebenso wie Tieflandwälder, Reisfelder und Habitate in der Nähe menschlicher Siedlungen, wobei feuchte Orte bevorzugt werden.
Auf dem indischen Subkontinent werden Brillenschlangen zu den Big Four gezählt, den vier am weitesten verbreiteten Giftschlangenarten.

## Fortpflanzung
Die Paarungszeit erstreckt sich in den meisten Verbreitungsgebieten über das ganze Jahr. Hat sich ein paarungsbereites Pärchen gefunden, so erfolgt die Paarung schlangentypisch durch gegenseitiges Umschlingen. Dabei dringt das Männchen mit seinem Geschlechtsorgan in die Kloake des Weibchens ein. Das Weibchen legt meist zwischen 12 und 20, selten mehr als 40 Eier. Anders als die meisten Schlangenarten betreiben viele Brillenschlangen Brutpflege, indem sie die Eier 7 bis 10 Wochen bewachen. Die Eier werden meist in Baumhöhlen, Termitenhügeln oder an ähnlich geschützten Plätzen abgelegt. Bis zum Schlüpfen der Jungschlangen wacht das Weibchen über das Gelege. Je nach Umgebungstemperatur schlüpfen die Jungschlangen nach 50 bis 60 Tagen. Sie sind bereits weit entwickelt, weisen eine Schlüpflänge von 25 bis 30 Zentimeter auf und verfügen über den charakteristischen Nackenschild und voll ausgebildete Giftdrüsen.

## Giftigkeit und Forschung
Nach Angaben der WHO sterben jährlich rund 100.000 Menschen an Schlangenbissen, während bis zu 500.000 weitere bleibende Schäden durch das Schlangengift zurück behalten, wie etwa Erblindung oder Verlust von betroffenen Gliedmaßen (durch Amputation).
Das Gift wirkt auf das zentrale Nervensystem und kann zu Atemlähmung oder Herzstillstand führen. Bei einem Biss werden dem Opfer bis zu 200 mg des Toxins injiziert, wobei weniger als 20 mg ausreichen, um einen Menschen zu töten.
Ein internationales Forscherteam analysierte die Neurotoxine aus den Giftdrüsen der Brillenschlange, um ein breit wirksames Gegengift zu entwickeln und synthetisch herzustellen. Im Genom der Brillenschlange konnten 139 Gene identifiziert werden, die für die Produktion von Substanzen aus 33 Giftstoffengruppen verantwortlich sind. Darüber hinaus wird vermutet, dass das Gift der Brillenschlange auch therapeutisches Potenzial hat, entsprechende Untersuchungen sind jedoch noch nicht abgeschlossen.

## Bedrohung und Schutz

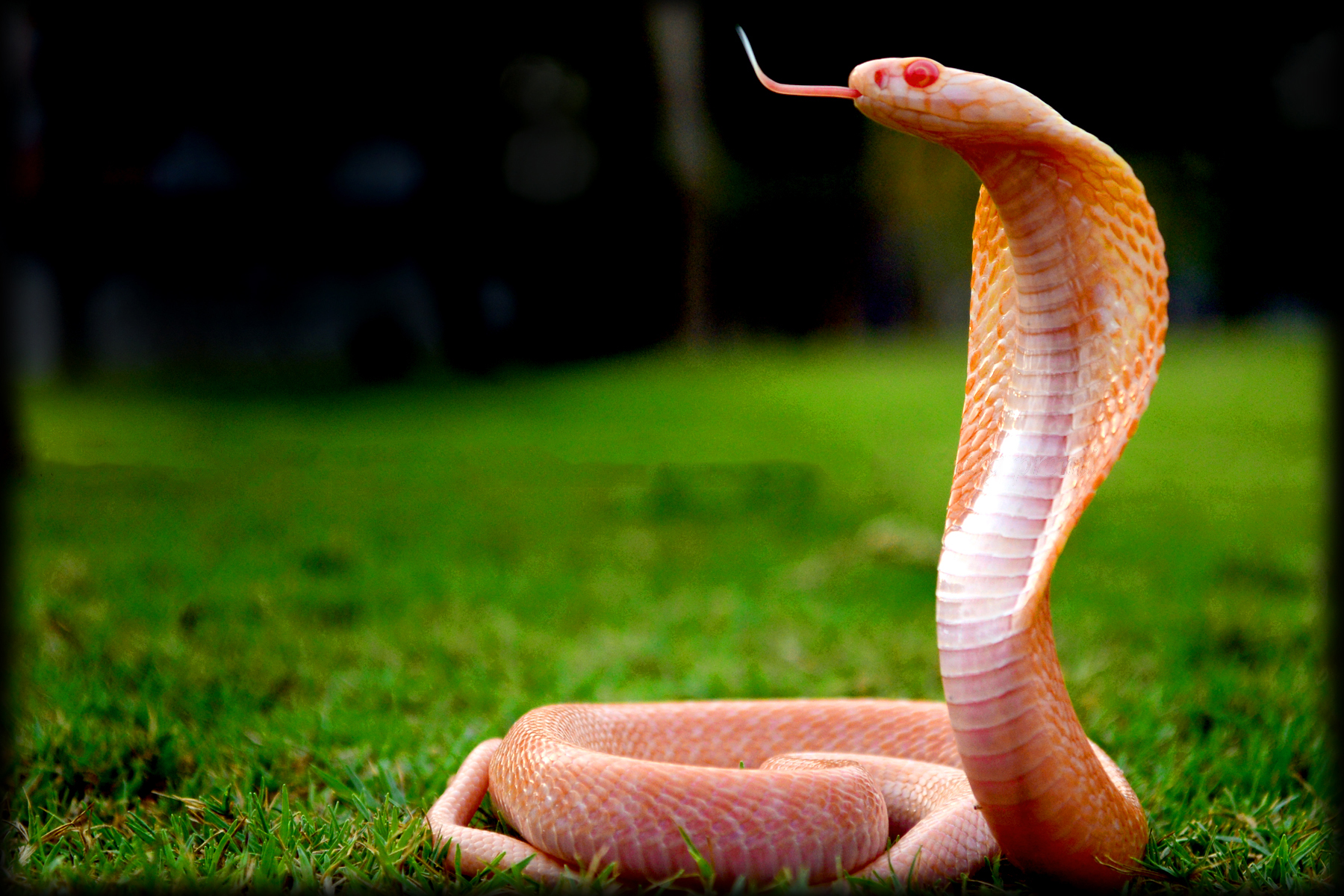
Albinovariante einer Brillenschlange

Laut Washingtoner Artenschutzübereinkommen, Anhang II, stehen die Tiere jedoch unter weltweitem Schutz, der Handel mit Schlangen und Produkten wie Schlangenleder wird strafrechtlich verfolgt. Obwohl auch Wildfang strafbar ist, werden noch immer Tiere für die Haltung als Heimtiere oder für die Nutzung durch Schlangenbeschwörer gefangen.
Aufgrund massenhafter, illegaler Nachstellungen durch Wilderer gehört die Brillenschlange daher zu den bedrohten Tierarten.

## Besonderes
Diese Schlange ist bei Vorführungen indischer Schlangenbeschwörer zu sehen; bei buddhistischen Mönchen und Hindus gilt sie als heilig.